# Єлизавета Доротея Гессен-Дармштадтська
Єлизавета Доротея Гессен-Дармштадтська (нім. Elisabeth Dorothea von Hessen-Darmstadt; 24 квітня 1676 — 9 вересня 1721) — німецька шляхтянка, донька ландграфа Гессен-Дармштадтського Людвіга VI та Єлизавети Доротеї Саксен-Гота-Альтенбурзької, дружина ландграфа Гессен-Гомбурзького Фрідріха III Якоба.

## Біографія
Єлизавета Доротея народилась 24 квітня 1676 року у Дармштадті. Вона була сьомою дитиною і другою донькою в родині ландграфа Гессен-Дармштадтського Людвіга VI та його другої дружини Єлизавети Доротеї Саксен-Гота-Альтенбурзької. Дівчинка мала четверо старших братів і сестру. Наступного року в неї з'явився ще й молодший брат. Батько помер, коли їй виповнилося два роки. Мати увійшла до складу регентської ради, що керувала країною.
Єлизавету знали як дуже дотепну персону. Вона чудово володіла, поруч з німецькою, французькою, італійською, латиною та грецькою мовами. 24 лютого 1700 року відбулося її весілля із Фрідріхом Гессен-Гомбурзьким, спадкоємним принцом Гессен-Гомбурзького ландграфства. Церемонія пройшла у Буцбаху.  За дев'ять місяців народилася їхня перша донька,яка відразу померла. Всього у подружжя було семеро дітей, з яких свідомого віку досягли двоє синів.
Своїх дітей ландграфиня намагалася виховувати незалежними особистостями. Сама вона виступала як письменниця і перекладачка. З її робіт виділяють переклад «Думок про смерть» французького драматурга Жана Пуже де ла Серре на італійську мову.
У січні 1708 року Фрідріх став ландграфом Гессен-Гомбурзьким під іменем Фрідріха III Якоба. Разом із чоловіком Єлизавета Доротея царювала 13 років до своєї смерті у 1721-му.
Похована у фамільному ландграфському склепі у Гомбурзі.

## Родина

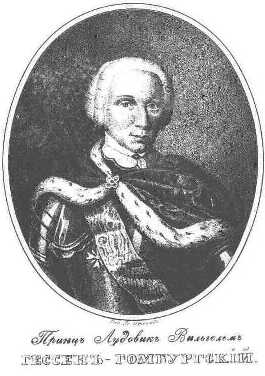
Людвіг Груно

Чоловік — Фрідріх III Якоб, ландграф Гессен-Гомбурзький
Діти:
- Фрідріх Вільгельм (1702—1703) помер немовлям;
- Людвіг Йоганн Вільгельм Груно (1705—1745) — російський генерал-фельдмаршал, генерал-фельдцейхмейстер, радник військової колегії; одружений із Анастасією Трубецькою, за деякими даними[4] мав єдину доньку, що померла після народження;
- Йоганн Карл (1706—1728) — російський військовик, помер молодим від віспи; одружений не був, дітей не мав;
- Фредеріка Доротея (1701—1704) померла у ранньому віці;
- Луїза Вільгельміна (1703—1704) померла немовлям;
- Ернестіна Луїза (29 листопада—19 грудня 1707)[5] померла немовлям;
- Фрідріх Ульріх (2 вересня—16 листопада 1711)[6] помер немовлям.